# San Buenaventura (El Salvador)
San Buenaventura es un distrito del municipio de Usulután Norte en el departamento de Usulután, El Salvador. El año 1951 la localidad fue destruida por un terremoto, lo que obligó a su refundación en el valle de La Esperanza, junto a otros habitantes de Jucuapa, Chinameca, y Nueva Guadalupe.

## Toponimia
Su nombre honra a Buenaventura de Fidanza, santo de la iglesia católica.